# Utubius syriacus
Utubius syriacus är en insektsart som först beskrevs av Bolívar, I. 1893.  Utubius syriacus ingår i släktet Utubius och familjen Pamphagidae.

## Underarter
Arten delas in i följande underarter:
- U. s. syriacus
- U. s. zahrae